# Liste der Naturdenkmale in Maintal
Die Liste der Naturdenkmale in Maintal nennt die in der Stadt Maintal im Main-Kinzig-Kreis gelegenen Naturdenkmale.
| Bild            | Bezeichnung     | Ortsteil, Lage                              | Beschreibung | Art | Nr.    |
| --------------- | --------------- | ------------------------------------------- | ------------ | --- | ------ |
| Fotos hochladen | Hutebaum (Ulme) | Dörnigheim 50° 7′ 35″ N, 8° 52′ 33,8″ O     |              |     | 435001 |
| Fotos hochladen | Mankeleiche     | Hochstadt 50° 9′ 5,8″ N, 8° 50′ 50,4″ O     |              |     | 435007 |
| BW              | 33 Kopfweiden   | Hochstadt 50° 9′ 45,1″ N, 8° 48′ 56,3″ O    |              |     | 435009 |
| BW              | Simmetseiche    | Wachenbuchen 50° 9′ 35,9″ N, 8° 52′ 32,1″ O |              |     | 435183 |

## Belege
1. ↑  
Naturdenkmale im Main-Kinzig-Kreis. (PDF; 74 kB) Umweltbericht MKK. Main-Kinzig-Kreis, August 2015, archiviert vom Original (nicht mehr online verfügbar) am 24. Januar 2016; abgerufen am 22. Januar 2016.

- Karte mit allen Koordinaten:
- OSM |
- WikiMap